# Gerolamo Cassar
Gerolamo Cassar, também Girolamo, ou em maltês Ġlormu (Birgu, 1520 – 1592) foi um arquiteto maltês do século XVI, responsável por muitos dos edifícios maneiristas de La Valetta.

## Biografia
De origem siciliana (A sua família chegou a Malta por volta de 1440), casou-se com Mattea, da qual teve dois filhos (um dos quais, Vittorio, se tornaria mais tarde também arquiteto) e três filhas. Junto com a sua família viveu em La Valetta, na Strada Pia (atual Via Melita). 
Depois do Cerco de Malta começou a colaborar com Francesco Laparelli, em prol da Ordem de Malta, na reconstrução das fortificações e na construção da cidade-fortaleza de La Valetta; naquele período inventou ainda diversas máquinas de guerra. Depois de Laparelli ter deixado Malta, Cassar substitui-o no comando dos estaleiros. As fortificações já estavam em grande parte terminadas, e, quando se tratou de construir a cidade e todos os seus edifícios sagrados e civis, a Ordem concedeu-lhe a tarefa.  Como, porém, até então, tinha sido um arquiteto puramente militar, pediu e obteve permissão para ser enviado a Itália para estudar a arquitetura citadina. Em 23 de abril de 1569 parte de Malta para um périplo por Roma e Nápoles. Durante o percurso aprofunda o estudo da arquitetura e urbanística renascentista, regressando no final do ano.

## Principais obras
Em La Valletta, tal como numerosos edifícios privados, são-lhe atribuídos os seguintes monumentos:
- Palácio do Grão-Mestre (1570-1580);
- Igreja de Nossa Senhora do Carmelo (c. 1570).
- Co-Catedral de S. João (1573-1577);
- Albergue de Castela, Leão e Portugal (1574);
- Albergue da Provença (1574);
- Albergue de Itália (1574);
- Igreja de Santa Catarina de Itália (1576);
- Igreja colegiada de S. Paulo náufrago (1577);

Fora da capital também realizou:
- Igreja de Santo Agostinho em Rabat (1571);
- Claustro dos Capuchinhos em Rabat (1580);
- Palácio Verdala nos Giardini di Boschetto em Rabat (1588).

## Links Web
- Página sobre Gerolamo Cassar
- Gerolamo Cassar na base de dados archINFORM